# Hébéphréno-catatonie
L'hébéphréno-catatonie est une forme clinique de la schizophrénie dans laquelle la catatonie (discordance psychomotrice) est au premier plan. Il arrive que le tableau catatonique culmine avec des accès cataleptique.
Le sujet aura tendance à se replier sur lui-même pour tenter de maîtriser son vécu délirant terrifiant. 
Les symptômes principaux se manifestent par une inertie, la stupeur et l'apragmatisme, un maniérisme (d'origine dystonique), un négativisme et des stéréotypies.